# 天国爆撃隊
『天国爆撃隊』(てんごくばくげきたい、Sky Devils/Ground Hogs) は、1932年のアメリカ合衆国のプレコードの航空コメディ映画。
スペンサー・トレイシーが、誤って戦地に向かう徴兵忌避者役を演じた。

監督のエドワード・サザーランドの構想を基に、ユーモア作家のロバート・ベンチリーとサザーランドが脚本を一部執筆した。アン・ドヴォラックが助演として出演した。

## あらすじ
1917年、泳げないがライフガードをやっているウィルキー(スペンサー・トレイシー)とミッチェル(ジョージ・クーパー)は戦地に行くことを忌避している。一人の男性が溺れ、アメリカ陸軍航空隊のホーガン軍曹(ウィリアム・ボイド)が助けるが、2人は自分たちが助けたと主張する。
2人は赤十字主催の慈善ボクシング試合に行くと、「一撃ホーガン」と謳われる軍曹と鉢合わせる。意外にもウィルキーは軍曹を倒す。群衆が押し寄せる中、ウィルキーとミッチェルはこっそり逃げ出す。2人は軍隊には絶対に入らないと誓うが徐々に揺らぎ、結局軍服を着て作業する。ウィルキーとミッチェルは基地から脱走し、資材トラックに飛び乗り南アメリカに向かう。
船に忍び込むと、それがフランスに向かうパイロットのための陸軍航空隊の軍隊輸送船であることに気付く。ウィルキーとミッチェルはパイロットのふりをして、アメリカの飛行場に向かう汽車に乗ろうとする。警備として勤務中、自分たちが飛行機に乗せられそうになるのを必死で拒む。ウィルキーはホーガン軍曹と、フランス人女優フィフィ(ヨーラ・ダヴリル)の気をひこうと争う。ナイトクラブで喧嘩をし、ウィルキーとホーガン軍曹はこっそり出ていきメアリー・ウェイ(アン・ドヴォラック)の運転する車に隠れる。驚いたメアリーは事故を起こすが誰も怪我はない。その夜ウィルキーとホーガン軍曹はメアリーを宿に送り届ける。翌朝、ウィルキーはメアリーと朝食をとり、ホーガン軍曹を騙して車を修理させる。
憲兵が2人を探し出し、2人と共にメアリーもスパイとして逮捕する。3人は飛行機で逃亡するが、敵地に着陸してしまい拘束される。意図せず2つの爆弾を落としてしまい、ドイツの弾薬庫を爆破する。陸軍航空隊の大佐(ビリー・ビヴァン)は3人を救出するため飛行中隊を送り、ミッチェルは無謀な飛行でドイツ軍を脅かす。
ドイツ軍撃退で英雄となった3人は救出された後帰還したが、ウィルキーは再び誤って爆弾を発射し、自身の基地を爆破する。

## 登場人物
- ウィルキー：スペンサー・トレイシー
- ホーガン軍曹：ウィリアム・ボイド
- ミッチェル：ジョージ・クーパー
- メアリー・ウェイ：アン・ドヴォラック
- 大佐：ビリー・ビヴァン
- フィフィ：ヨーラ・ダヴリル
- 宿屋/居酒屋の主人：フォレスター・ハーヴェイ
- 大尉：ウィリアム・B・デヴィッドソン
- 中尉：ジェリー・マイリー

## 制作

### 撮影

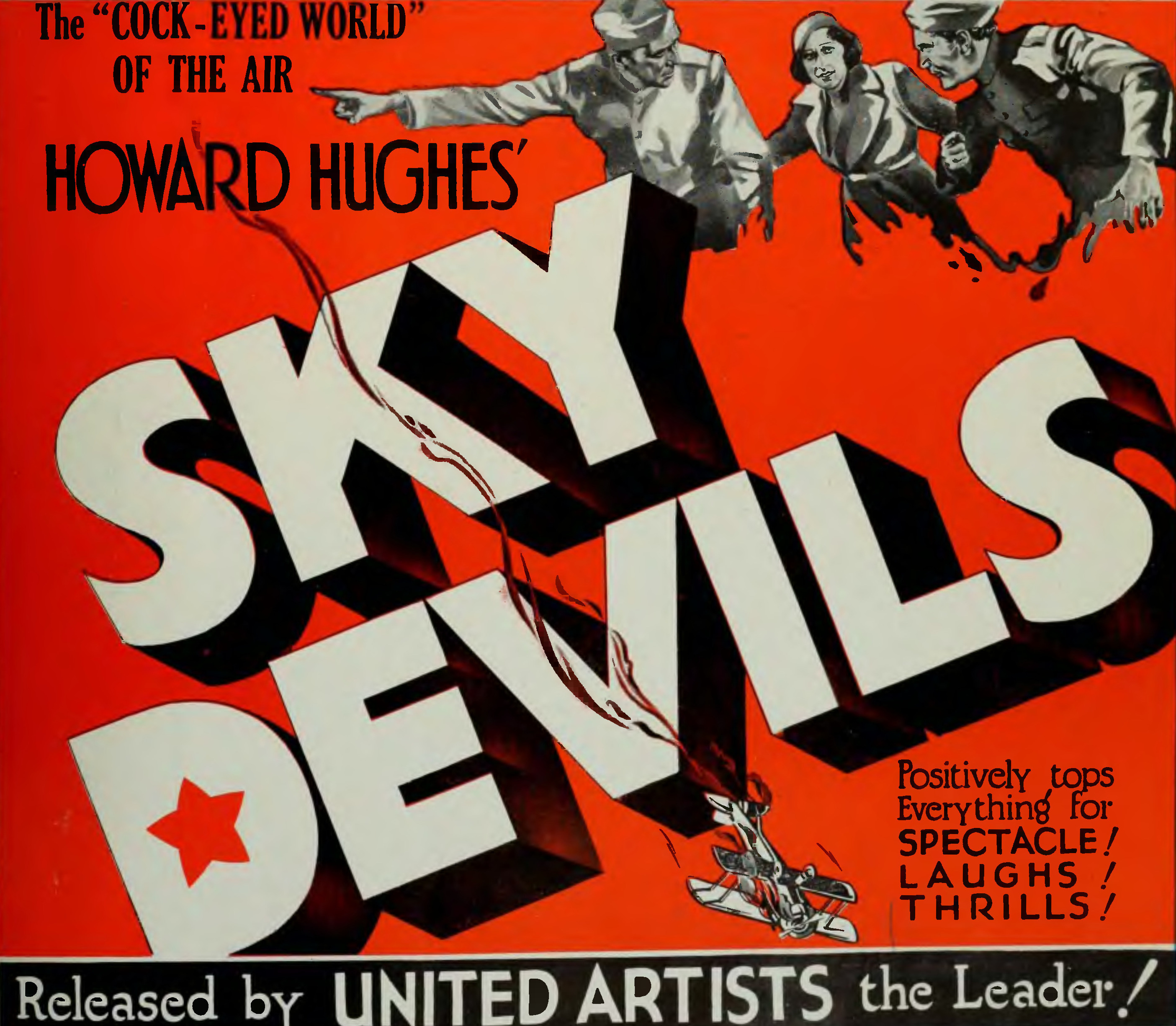
1932年、日刊「フィルム・デイリー」の広告

1931年5月9日から6月12日、主要登場人物の撮影が行なわれ、9月2日から10月上旬、追加のシークエンスの撮影が行なわれた。カリフォルニア州のマーチ空軍基地、サンペドロ、ヴェニスそしてアリゾナ州ユマで撮影された。
1930年の『地獄の天使』製作費を回収するため、ハワード・ヒューズは空中戦や爆撃などのシークエンス、そして1932年の『青空恋をのせて』および『天国爆撃隊』の未使用テイクを再利用することにした 。以前の作品で使用された第一次世界大戦期およびそれ以降の航空機はカリフォルニア州バンナイズにあるメトロポリタン空港で製造された。

### 引用
1. ↑  Sky Devils Release Info IMDb 2022年1月8日閲覧
2. ↑  "Film profile: 'Sky Devils'." IMDb.com.  Retrieved: August 4, 2015.
3. ↑  "Original print information: 'Sky Devils'." Turner Classics Movies. Retrieved: June 8, 2016.
4. ↑  Orris 2013, p. 62.
5. ↑  Pendo 1985, p. 104.
6. ↑  Parris 1995, p. 40.
7. ↑  Orris 2013, pp. 61–62.